# ドク・ホリデイ

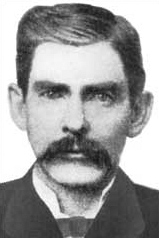
ドク・ホリデイ

ドク・ホリデイ（Doc Holiday）、本名ジョン・ヘンリー・ホリデイ（John Henry Holiday、1851年8月14日 - 1887年11月8日）は、アメリカ合衆国の西部開拓時代のガンマン、ギャンブラー。歯学博士(Doctor)の称号を持っていたため、ドク(Doc)と呼ばれた。

## 概要
ジョージア州グリフィン市出身。1872年、ペンシルベニア歯科大学で歯科医師(D.D.S.)資格取得。アトランタ市で歯科医院を開業。しかし、まもなく肺結核にかかり、余命数ヶ月を宣告される。
結核をできるだけ悪化させないようにと、より乾燥した西部へと移住を決意。テキサス州ダラスに滞在するが、ここで手っ取り早い収入源のギャンブルに目覚める。また、口論から殺人を犯し、テキサス州ジャックスボロに移動。これ以降南部諸州をさまよい、多くの殺人を犯すことになった。激昂しやすい性格と、一度は死を宣告された経歴が原因ともいわれる。OK牧場の決闘でワイアット・アープに味方してクラントン一家と撃ち合った。
早撃ちをするために銃の照準や角などを削り落とし、引き金を用心鉄に縛り付けていたことで有名。
最後は酒におぼれ、コロラド州グレンウッド・スプリングスにて肺結核で死亡した。医師に余命を宣告されて15年後であった（36歳没）。つまり「荒野の決闘」での最期は創作されたものである。

## ドク・ホリデイを描いた作品

### 映像作品
- 『Tombstone, the Town Too Tough to Die』 - (1942) 演：Kent Taylor
- 『荒野の決闘』 - My Darling Clementine (1946)　演：ヴィクター・マチュア
- 『OK牧場の決斗』 - Gunfight at the O.K. Corral (1957)　演：カーク・ダグラス
- 『シャイアン』 - Cheyenne Autumn (1964)　演：アーサー・ケネディ
- 『墓石と決闘』 - Hour of the Gun (1967)　演：ジェイソン・ロバーズ（史実に準拠と謳っている。）
- 『ドク・ホリディ』 - Doc (1971)　演：ステイシー・キーチ
- 『トゥームストーン』 - Tombstone (1993)　演：ヴァル・キルマー
- 『ワイアット・アープ』 - Wyatt Earp (1994)　演：デニス・クエイド

### 音楽
- 『ドク・ホリデイ』 - Doc Holliday：デンマークのヘヴィメタルバンド、ヴォルビートが2013年に発表したアルバム、「Outlaw Gentlemen & Shady Ladies」に収録。